# Bergmähder

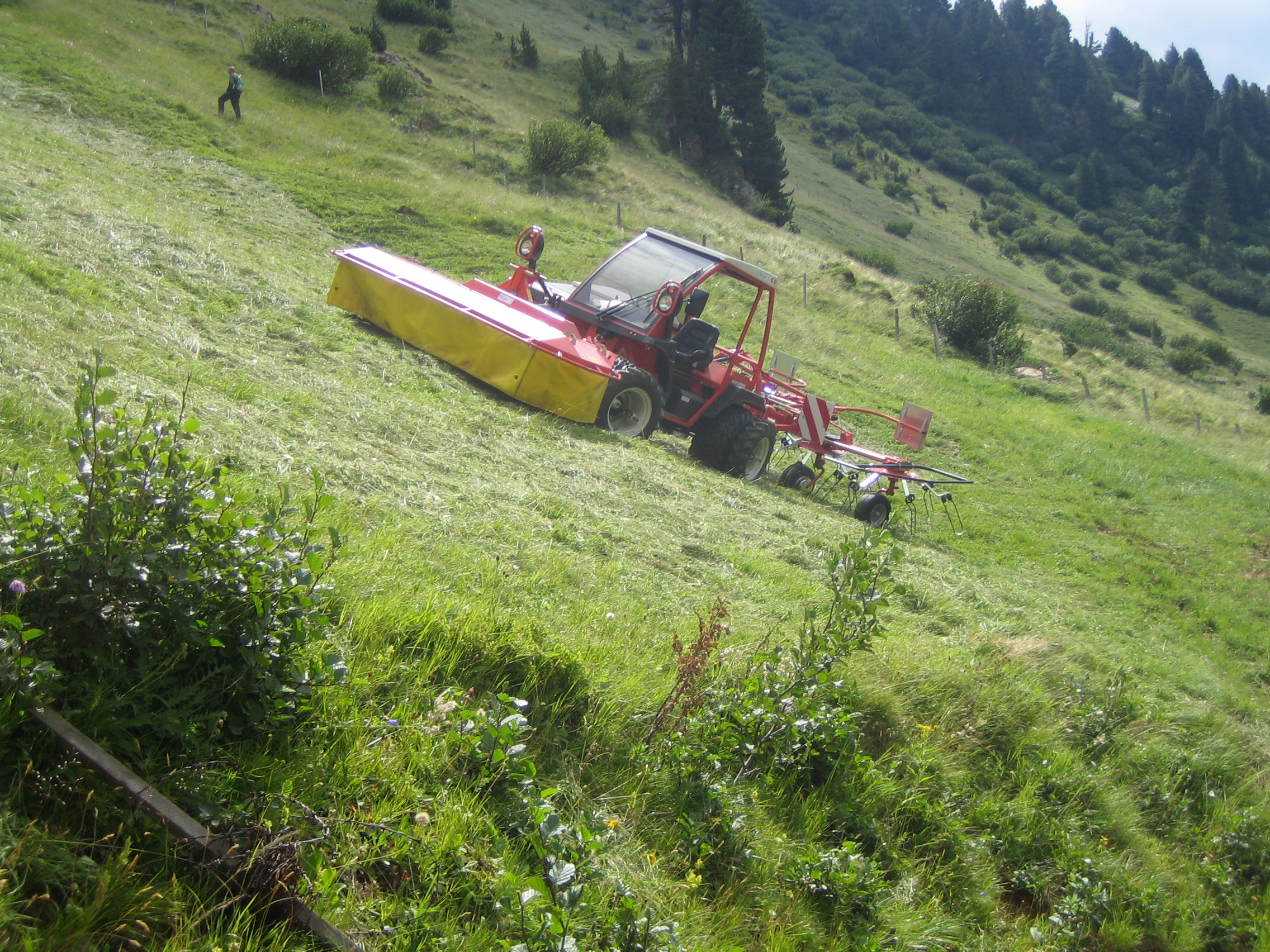
Für die Bergmahd konstruierte Mähmaschine

Als Bergmähder, auch Mahdalm, werden Wiesenflächen an meist sehr steilen Hängen im Hochgebirge bezeichnet. Sie sind für eine Beweidung ungeeignet, stellen jedoch für die Bergbauern eine wichtige zusätzliche Fläche zur Gewinnung von Heu für das Vieh dar. Diese Form der Heugewinnung wird als Wildheuen bezeichnet.
Den Vorgang des Mähens dieser Bergmähder heißt „Mahd“ oder auch „Bürgmahd“. Früher erwies sich dies als halsbrecherisches Abenteuer, wenn nicht wochenlange Qual bei jeder Witterung. Alle nur verfügbaren Kräfte der Region oder Tales wurden mit Sensen auf die Mahd geschickt. Sie wurden mit sogenannten Fußeisen, benagelten Holzschuhen, ausgerüstet. Heute erleichtern speziell für den Einsatz in Hanggelände konstruierte Mähmaschinen den Bergmähdern die Arbeit. In Tälern, in denen neben Äckern kaum Platz für Wiesen war, waren für die Beschaffung des Winterfutters die besten Almflächen für Bergmähder reserviert.
Immer mehr Mähder verwildern heute, da es sich für die Landwirte nicht mehr lohnt, diese zu bewirtschaften. Nur günstig gelegene Mähder werden noch genutzt.
Als größtes Bergmähdergebiet der Alpen gilt die Seiser Alm in Südtirol.